# Alexandros Mavrokordatos
Alexandros Mavrokordatos (grekiska: Αλέξανδρος Μαυροκορδάτος), född 11 februari 1791 i Konstantinopel, död 18 augusti 1865 på ön Egina, var en grekisk politiker, diplomat och ämbetsman. 
Mavrokordatos föddes i Konstantinopel, i dåvarande Osmanska riket, som son till Nicholas Mavrokordatos och Smaragda Caradja, dotter till Nicholas Caradja, prins av Valakiet. 
Mavrokordatos var Greklands premiärminister fyra gånger under 1800-talet. 